# Josep Franquesa i Solé
Josep Franquesa i Solé (Sant Feliu de Codines, 1937 — 23 de juny de 2025) va ser un empresari i esperantista català, reconegut per la seva trajectòria dins del moviment esperantista internacional i català. Va aprendre esperanto durant l'adolescència i va desenvolupar la seva carrera professional a Lleida, primer en la cria de pollastres i després en la venda d'equipaments per a la reparació d'automòbils i equips hidràulics. Durant aquest període, va fer ús de l'esperanto per establir contactes internacionals i accedir a novetats científiques i tècniques. El 2006, va assistir a la Fira Asiàtica PTC sobre hidràulica i pneumàtica celebrada a Shanghai, on, amb l'ajuda de tres esperantistes locals, va signar acords comercials.
Franquesa és autor de l'assaig «Malgranda estas bela, grava kaj interesa» (2003), en el qual relata la seva experiència d'ús pràctic de l'Esperanto al llarg de més de cinquanta anys. Va ser membre de la Societat Zamenhof des de 1982 i va participar en unes quaranta edicions dels Congresos Universals d'Esperanto. Entre 1995 i 2013, amb un breu període d'interrupció, va formar part del Consell de l'Associació Universal d'Esperanto (UEA) com a membre C. També va ser actiu a l'Internacia Komerca kaj Ekonomia Fakgrupo (IKEF) des de 1996.
Va col·laborar amb els moviments esperantistes catalans i espanyols, ocupant càrrecs de presidència en comitès organitzadors de congressos a Lleida els anys 1975 i 1986, i exercint com a president i vicepresident de l'Associació Catalana d'Esperanto (KEA) en diverses etapes a partir dels anys noranta.
El 2018 va ser nomenat membre honorari de l'Associació Universal d'Esperanto durant el 103è Congrés Universal d'Esperanto celebrat a Lisboa, reconeixement que es va anunciar durant la cerimònia inaugural del congrés. Aquesta distinció el situa entre les personalitats rellevants que han contribuït a la promoció i desenvolupament de l'esperanto a nivell internacional.
Franquesa va participar en la inauguració de la Biblioteca-Arxiu Petro Nuez a Sabadell, un equipament especialitzat amb un fons documental de més de 3.000 llibres i publicacions relacionades amb l'esperanto i la seva història. Aquestes instal·lacions formen part del patrimoni del moviment esperantista català i tenen com a objectiu facilitar l'aprenentatge i la pràctica de l'esperanto, així com preservar els arxius de l'Associació Catalana d'Esperanto.
Va formar part de la comissió especial constituïda per l'Associació Universal d'Esperanto per iniciar i coordinar activitats durant l'Any Internacional de les Llengües declarat per les Nacions Unides l'any 2008. En aquesta comissió, dirigida pel vicepresident Ranieri Clerici, Franquesa hi va participar com a president de KEA (Komitato de Esperanto-Agado).
També va formar part de la delegació de l'Associació Catalana d'Esperanto que va participar en el Simposi sobre els drets lingüístics celebrat el 24 d'abril de 2008 a la seu de l'Organització de Nacions Unides a Ginebra. Aquest esdeveniment, organitzat per l'Associació Universal d'Esperanto, va reunir especialistes i representants de minories lingüístiques per debatre temes relacionats amb la defensa dels drets lingüístics i la situació de les llengües minoritàries a Europa i Amèrica.
Va ser una persona activa dins de la comunitat esperantista catalana i internacional, amb un compromís que també va compartir amb la seva família. Va presidir l'Associació Catalana d'Esperanto, en què també s'hi va implicar la seva filla Montserrat Franquesa. El seu net, Jordi Calafí, compromès amb la Joventut Catalana d'Esperanto (KEJ), pertany a la tercera generació esperantista de la família i manté el llegat de l'avi, participant activament en congressos i promovent la llengua internacional com a eina de comunicació.